# جان باسكال
جان باسكال (بالإنجليزية: Jean Pascal) مواليد 28 أكتوبر 1982 في بورت أو برانس، هو ملاكم محترف كندي. حقق بطولة المجلس العالمي للملاكمة. شارك في دورة الألعاب الأولمبية الصيفية سنة 2004. حقق الميدالية الذهبية في دورة ألعاب الكومنولث 2002.

## إحصائيات
خاض خلال مسيرته 41 نزالًا، فاز في 33 وتعادل في 1 وخسر في 6. فاز بالضربة القاضية في 20 نزالًا.

## الميداليات
| الميدالية | المسابقة                    |
| --------- | --------------------------- |
| ذهبية     | دورة ألعاب الكومنولث 2002   |
| برونزية   | دورة الألعاب الأمريكية 2003 |

## روابط خارجية
- جان باسكال على موقع IMDb (الإنجليزية)
- جان باسكال على موقع الموسوعة البريطانية (الإنجليزية)
- جان باسكال على موقع بوكس ريك (الإنجليزية) (registration required)
- جان باسكال على موقع أوليمبيديا (الإنجليزية)